# AIOM
AIOM, International Action of the Order of Malta (Międzynarodowa Organizacja Pomocy w Walce z Głodem, Chorobami i   Analfabetyzmem) – organizacja międzynarodowa niosąca pomoc w walce z głodem, chorobami i analfabetyzmem; instytucja stworzona przez Zakon Kawalerów Maltańskich, mająca za zadanie nieść pomoc potrzebującym.